# Turkana (hạt)
Hạt Turkana là một hạt thuộc tỉnh Rift Valley ở Kenya. Theo điều tra dân số ngày 24 tháng 8 năm 1999, hạt này có dân số 450860 người. Hạt Turkana có diện tích 68388 km². Hạt lỵ đóng tại Lodwar.